# Christopher Wernitznig
Christopher Wernitznig (Villach, 24 febbraio 1990) è un calciatore austriaco, centrocampista dell'Austria Klagenfurt.